# Ruth João
Pour les articles homonymes, voir João.
Ruth Francisco João, née le 17 octobre 1998 à Luanda, est une handballeuse angolaise jouant au poste de pivot.

## Carrière

### Carrière en club
Ruth João  évolue à l'automne 2021 au Kastamonu Belediyesi GSK en Turquie, après avoir évolué en Angola au Clube Desportivo Primeiro de Agosto et à la Marinha de Guerra de Angola.
En décembre 2021, Ruth João  s'engage avec le club français du Paris 92,. Elle est ensuite transférée au SCM Craiova en mai 2022.

### Carrière en sélection
Ruth João est médaillée d'or aux Jeux africains de 2019 au Maroc.
Elle est sélectionnée par Morten Soubak pour disputer le Championnat du monde féminin de handball 2019 au Japon avec l'équipe d'Angola, qui terminera à la 15e place.
Elle dispute en avril 2022 les matchs de préparation du Championnat d'Afrique des nations féminin de handball 2022 mais ne dispute pas la compétition.